# Jusuf al-Azma
Jusuf al-Azma (arab. ‏يوسف العظمة‎; ur. 1883, zm. 24 lipca 1920) – syryjski wojskowy, oficer armii Imperium Osmańskiego, minister wojny w rządzie króla Fajsala oraz szef sztabu armii syryjskiej.

## Życiorys
Był oficerem w armii osmańskiej, szkolonym w Niemczech. Po powstaniu arabskim i utworzeniu przez Syryjski Kongres Narodowy niepodległej Syrii, rządzonej przez króla Fajsala z dynastii Haszymitów, objął stanowisko szefa sztabu wojsk syryjskich oraz ministra obrony.
Francja, realizując założenia umowy Sykes-Picot, wkroczyła zbrojnie na teren Syrii, by ustanowić tam własne terytorium mandatowe (Syria i Liban). Król Fajsal, który wcześniej wielokrotnie apelował do Francji i Wielkiej Brytanii o poszanowanie aspiracji niepodległościowych Arabów, nakazał nieorganizowanie zbrojnego oporu, który w jego ocenie nie miał szans powodzenia. Jusuf al-Azma nie podporządkował się temu rozkazowi. 24 lipca 1920 na czele ok. 4500 żołnierzy i kilkuset słabo uzbrojonych cywilnych ochotników stawił opór wojskom francuskim w pobliżu Majsalun na zachód od Damaszku. Zdawał sobie sprawę z ogromnej dysproporcji sił i z tego, że wynik starcia był z góry przesądzony, pragnął jednak gestem tym bronić honoru Syrii. Bitwa pod Majsalun zakończyła się klęską Syryjczyków, a sam al-Azma zginął. Bitwa pod Majsalun stała się jednym z syryjskich mitów narodowych, a al-Azmę uznaje się w Syrii za bohatera.
Wuj polityka Nabiha al-Azmy, współtwórcy syryjskiej Partii Narodowej.